# Гармонійний чотирикутник
Гармонійний чотирикутник — чотирикутник, який можна вписати в коло та добутки довжин протилежних сторін якого рівні. Має кілька важливих властивостей.

## Властивості
Нехай ABCD — гармонійний чотирикутник, М — середина діагоналі AC. Тоді:
- Дотичні до описаного кола чотирикутника в точках А, С та пряма BD перетинаються в одній точці або паралельні.
- Кути BMC та DMC рівні.
- Бісектриси кутів В та D перетинаються на діагоналі АС.
- Діагональ BD чотирикутника є симедіаною кутів В та D в трикутниках АВС та ADC відповідно.